# Contrôle d'identité (film)
Pour plus de détails, voir Fiche technique et Distribution.
Contrôle d'identité (titre original : Die innere Sicherheit, litt. La Sécurité intérieure) est un film allemand réalisé par Christian Petzold sorti en 2000.
Petzold utilise le titre initialement prévu Fantômes pour un film ultérieur. Avec Yella, les trois forment sa soi-disant Trilogie fantôme.

## Synopsis
Hans et Clara, qui ont fui l'Allemagne depuis longtemps en tant qu'anciens terroristes d'extrême gauche, sont sur le point de quitter le Portugal pour le Brésil, dans l'espoir de tout recommencer. C'est important pour leur fille de 15 ans, Jeanne, qui aspire à une vie normale, cherche de plus en plus de contacts avec ses pairs, échappe au contrôle parental et devient un risque pour la sécurité du couple. La confrontation avec la police après un cambriolage dans leur chambre d'hôtel, où leur argent est volé, force toutefois la famille à fuir à nouveau et à retourner temporairement en Allemagne. Ils trouvent refuge dans une villa vacante à Hambourg. Jeanne retrouve Heinrich, surfeur allemand au Portugal, non loin de la villa d'abord par hasard, puis le fréquente secrètement.
Pendant ce temps, les parents tentent de collecter des fonds pour une autre tentative d'évasion. Après plusieurs tentatives pour obtenir de l'aide d'anciens compagnons, Hans et Clara cambriolent une banque dans laquelle Hans est blessé et Clara tue un homme. La dernière nuit avant la nouvelle évasion prévue, Jeanne la passe à nouveau avec Heinrich à qui elle se confie. Il appelle ensuite la police. Le lendemain, la voiture de la famille est rattrapée par un véhicule civil sur la route de campagne dégagée et poussée hors de la route pour la faire basculer. Jeanne est jetée dehors mais se relève hébétée au bout d'un moment, alors que les parents ne donnent aucun signe de vie.

## Fiche technique
- Titre : Contrôle d'identité
- Titre original : Die innere Sicherheit
- Réalisation : Christian Petzold assisté de Candy Maldonado Agustin et de Hernani Borges
- Scénario : Christian Petzold, Harun Farocki
- Musique : Stefan Will (de)
- Direction artistique : Kade Gruber
- Costumes : Anette Guther
- Photographie : Hans Fromm
- Son : Heino Herrenbrück
- Montage : Bettina Böhler
- Production : Florian Koerner von Gustorf, Michael Weber
- Sociétés de production : Schramm Film, Hessischer Rundfunk, Arte
- Société de distribution : Pegasos Film
- Pays de production :  Allemagne
- Langue : allemand
- Format : Couleur - 1,66:1 - Dolby Digital - 35 mm
- Genre : Drame
- Durée : 106 minutes
- Dates de sortie :
  - Italie : 1er septembre 2000 : présentation à la Mostra de Venise
  - Allemagne : 1er février 2001.
  - Suisse : 2 août 2001.
  - France : 26 juin 2002[1].

## Distribution
- Julia Hummer : Jeanne
- Barbara Auer : Clara
- Richy Müller : Hans
- Bilge Bingül : Heinrich
- Katharina Schüttler : Paulina
- Bernd Tauber : Achim
- Rogério Jacques : Dieb
- Maria João Luís (pt) : Le concierge
- Vasco Machado : Le policier
- Noberto Paula : Le cogneur
- Günther Maria Halmer : Klaus
- Inka Löwendorf (de) : La fille de l'école
- Manfred Möck : Le professeur